# TCR International Series
TCR International Series är en internationell racingserie för standardvagnar som kördes mellan 2015 och 2017.

## Format
Serien organiserades av Marcello Lotti som tidigare varit ansvarig för WTCC, FIA:s världsmästerskap för standardvagnar. Bilarna i serien är enklare och därmed billigare att köpa och tävla med än de TC1-bilar som användes i WTCC. Under första säsongen 2015 planerades 11 tävlingar i Europa och Asien. Flera av dessa kom att utgöra supportklass till formel 1-VM.
Efter tre säsonger ersattes serien av World Touring Car Cup, vilken även ersatte WTCC som FIA:s främsta mästerskap för standardvagnar. Formatet för TCR Series används fortfarande i en rad nationella och internationella racingserier, såsom STCC TCR Scandinavia Touring Car Championship och TCR Denmark.

## Säsonger
| År   | Mästare          | Team                     |
| ---- | ---------------- | ------------------------ |
| 2015 | Stefano Comini   | Target Competition       |
| 2016 | Stefano Comini   | Team Craft-Bamboo Lukoil |
| 2017 | Jean-Karl Vernay | M1RA                     |